# Burgas (gmina)
Burgas (bułg. Община Бургас) – gmina we wschodniej Bułgarii, w obwodzie Burgas.

## Miejscowości
Miejscowości wchodzące w skład gminy Burgas:
- Bratowo (bułg.: Братово),
- Brjastowec (bułg.: Брястовец),
- Burgas (bułg.: гр Бургас) – siedziba gminy,
- Byłgarowo (bułg.: гр Българово),
- Czerno more (bułg.: Черно море),
- Dimczewo (bułg.: Димчево),
- Draganowo (bułg.: Драганово),
- Izwor (bułg.: Извор),
- Izworiszte (bułg.: Изворище),
- Marinka (bułg.: Маринка),
- Mirolubowo (bułg.: Миролюбово),
- Rawnec (bułg.: Равнец),
- Rudnik (bułg.: Рудник),
- Twyrdica (bułg.: Твърдица).